# 硇洲岛
硇洲岛，位于中国广东省湛江市，毗邻东海岛，现行政归属于湛江市东海岛开发区硇洲镇。硇洲岛，古称硭，是一个大约20—50万年前由海底火山爆发而形成的海岛，也是中国第一大火山岛，面积56平方公里。

## 歷史
南宋末年，宋端宗一行曾因元軍南侵逃往碙洲，一說碙洲即為硇洲島，今硇洲島仍有南宋古蹟宋皇城、宋皇井、宋皇亭、宋皇碑、翔龍書院、宋皇村、赤馬村、南進誓師紀念碑。在西園、黃屋、那林、北港王安四村分別爲文天祥、陸秀夫、張世傑、羅文通建平天宮、調但宮等祀廟。

## 经济
岛上主要经济来源是农业和渔业，农业主要是香蕉种植，附以少量蔬菜种植；渔业过去以远洋渔业为主，但现在岛上开展大量龙虾养殖、鲍鱼养殖业。硇洲岛设有鲍鱼养殖研究所，多采用沉箱养殖方法。在整个广东省范围，湛江硇洲鲍鱼都很有名气，历史上曾经作为皇家贡品。
硇洲岛中心渔港是湛江地区最大的渔港，附近其他岛屿渔民也经常在此停泊，加冰加水。但由于硇洲岛与大陆并无连通，所以硇洲岛海鲜多为在硇洲加冰再制作，然后经东海岛至湛江市区销售。当台风季节硇洲岛无法出航，岛上所产青虾、鲍鱼无法销售，价格低廉，反而是肉食价格高居不下。

## 景点
- 硇洲灯塔，为法国殖民湛江市時修建，综合古典式和现代式风格，被称作「世界三大灯塔」之一。

- 淡水天后宫，曾为两广一带最重要的妈祖庙，位于硇洲岛淡水村，多次被毁，1992年重建。台湾多座妈祖庙曾来此迎接妈祖金身赴台。分三座殿，分别供奉妈祖、观音和雷祖。

- 存亮湾，位于硇洲镇存亮村，是一片天然优质海滩，夏日休假好去处。特点在于外围由硇洲岛火山岩包围，浪小而滩长，属于中国很少见的度假海滩类型。

- 水仙宫，位于硇洲镇红卫街道。但别处水仙宫多供奉妈祖、龙王。此处却为供奉屈原，每年12月，都会有游神活动，将水仙神位请出，游遍各村落。

- 三仙宫，位于硇洲岛下港村，三仙宫是硇洲岛历史悠久祠庙，三仙常指道教三清，这里却相传供奉的三仙实为宋末辅佐宋帝至此的三位大臣。每年冬至，硇洲岛多在三仙宫门口开唱粤戏，是这里最大的节日。

## 延伸閱讀
- 《口述廣州灣：近代租借地歷史的多元敘事》，吳子祺主編，社会科学文献出版社，出版日期：2023年09月，ISBN：9787522815343
- 【边疆时空】吴子祺 | 戏金、罟帆船与港口：广州湾时期碑铭所见的硇洲海岛社会 （页面存档备份，存于）